# De förtappades ö

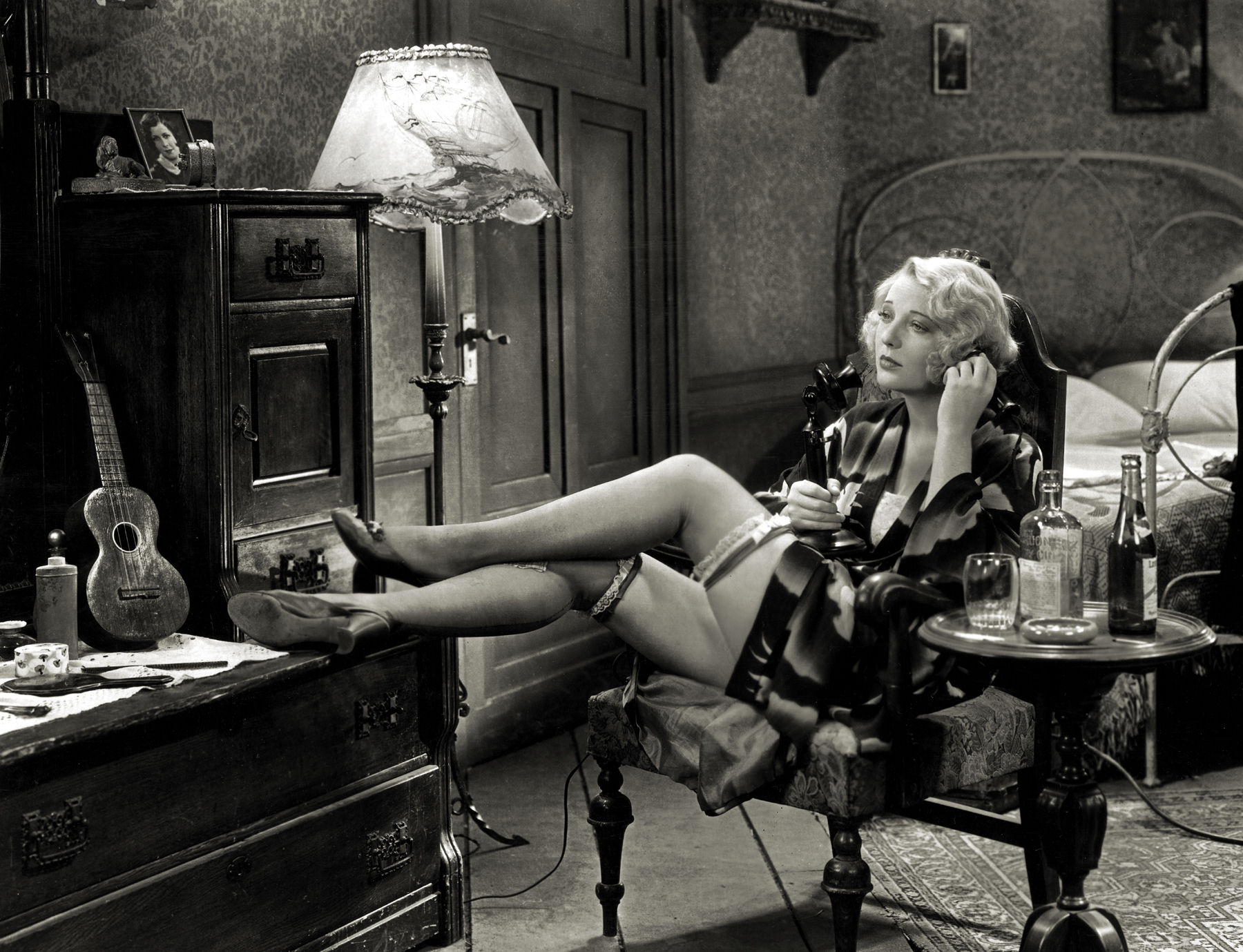
Dorothy Mackaill som Gilda Karlson

De förtappades ö (originaltitel: Safe in Hell) är en amerikansk dramafilm från 1931 i regi av William A. Wellman. Filmen gjordes innan produktionskoden togs i bruk och handlar om en prostituerad kvinna som rymmer till Tortuga, Haiti efter att ha anklagats för ett mord.

## Rollista (i urval)
- Dorothy Mackaill – Gilda Karlson
- Donald Cook – Carl Erickson
- Ralf Harolde – Piet Van Saal
- Morgan Wallace – Mr. Bruno
- John Wray – Eagan
- Ivan F. Simpson – Crunch
- Victor Varconi – general Gomez
- Nina Mae McKinney – Leonie
- Charles B. Middleton – advokat Jones
- Clarence Muse – Newcastle
- Gustav von Seyffertitz – Larson
- Noble Johnson – polisman Bobo
- Cecil Cunningham – Angie
- George F. Marion – Jack